# José María Soto Alfaro
José Maria Soto Alfaro (1860-1931) fue un médico cirujano y político costarricense, hermano del presidente Bernardo Soto Alfaro. 
Soto estudió medicina en la Universidad de París en 1885, practicó la primera gastrostomía, tiroidectomía y cesárea en Costa Rica. Ejerció la medicina en la Facultad de Medicina de Costa Rica y en el hospital San Juan de Dios. Además fue dos veces diputado en el Congreso Constitucional.  Convencido tinoquista, apoyó ferviertemente el breve régimen de dos años impuesto por los hermanos Tinoco tras el golpe de Estado de 1917 y fundó los «Clubes 27 de enero» en conmemoración a la fecha de derrocamiento de Alfredo González Flores. Tras derrocado Federico Tinoco y asesinado su hermano José Joaquín, Soto aceptó postularse como candidato presidencial contra el líder opositor don Julio Acosta García, aunque la postulación era meramente simbólica pues Acosta tenía el triunfo asegurado, era importante para evitar una elección de candidato único, cosa que se le reconoce como un servicio patriótico.Esto como parte de su nobleza por todos reconocida, pues crio a Jesús Soto Ugalde,  hijo natural de  Bernardo al cual le dio el apellido  que por sangre le correspondía